# Classe Ivan Papanin
La classe Ivan Papanin o Progetto 23550 sono una classe di pattugliatori rompighiaccio di fabbricazione russa, sviluppata nel corso degli anni duemiladieci per conto della Marina militare russa presso i cantieri navali dell'Ammiragliato di San Pietroburgo e con entrata in servizio prevista negli anni duemilaventi.
Progettate per compiere missioni di pattugliamento e scorta armata sulle rotte artiche, sono paragonabili per caratteristiche ed impiego alle unità rompighiaccio Classe DeWolf e Svalbard, rispettivamente battenti bandiera canadese e svedese, e presentano uno scafo rinforzato rispondente allo standard del Registro marittimo russo Arc7 in grado di fessurare lastre di ghiaccio fino a 1,7 metri di spessore.
Impiegate a tutela dei confini e della zona economica esclusiva della Federazione Russa, saranno dotate di due imbarcazioni veloci classe Raptor, un velivolo ad ala rotante Ka-27 ed un hovercraft. L'armamento sarà invece composto da un pezzo di artiglieria posto a prua e di potenziali capacità missilistiche in funzione anti-nave ottenibili tramite l'impiego di moduli armati alloggiati in container standard ancorati sul ponte.
Ordinate in quattro esemplari, due di questi saranno destinati alla Guardia di frontiera dell'FSB russa e realizzati nel cantiere di Vyborg.
Al 2021, sono tre le unità in diverse fasi di costruzione.

## Unità
| Nome                   | Cantiere            | Impostata           | Varata              | In servizio         | Flotta              | Stato               |
| Voenno-morskoj flot    | Voenno-morskoj flot | Voenno-morskoj flot | Voenno-morskoj flot | Voenno-morskoj flot | Voenno-morskoj flot | Voenno-morskoj flot |
| ---------------------- | ------------------- | ------------------- | ------------------- | ------------------- | ------------------- | ------------------- |
| Ivan Papanin           | San Pietroburgo     | 19 aprile 2017      | 25 ottobre 2019     | 2023                | Flotta del Nord     | prove in mare       |
| Nikolaj Zubov          | San Pietroburgo     | 27 novembre 2019    | 25 dicembre 2024    | 2024                | Flotta del Nord     | in allestimento     |
| Guardia costiera russa |                     |                     |                     |                     |                     |                     |
| Purga                  | Vyborg              | 25 luglio 2020      | 7 ottobre 2022      | 2027                | Beregovaja ochrana  | in allestimento     |
| Dzeržinskij            | Vyborg              | 22 dicembre 2023    | –                   | –                   | Beregovaja ochrana  | in costruzione      |

## Utilizzatori
Russia
- Voenno-morskoj flot

Dal 2023
- Pograničnaja služba FSB Rossii

Dal 2027